# Walter Hecht (Politiker)
Walter Hecht (* 15. Januar 1818 in Rodenberg im Landkreis Schaumburg; † 25. März 1874 ebenda) war ein deutscher Gutsbesitzer und Mitglied der kurhessischen Ständeversammlung.

## Leben
Walter Hecht war ein Sohn des Heinrich Hecht und dessen Ehefrau Dorothea Müller. 
In seinem Heimatort war er Pächter eines Gutshofs und als Rechtsberater tätig. In dieser Funktion beriet er – ohne juristische Ausbildung – Landwirte und Grundbesitzer bei Grundstücksgeschäften.
Aus der Gruppe der Höchstbesteuerten der Grafschaft Schaumburg erhielt er 1850 ein Mandat für die kurhessische Ständeversammlung.
Das Parlament wurde nach den Unruhen im Jahre 1830 zum Zweck der Beratung und Verabschiedung einer Verfassung gebildet und hatte bis 1866 Bestand, als das Land Hessen durch Preußen annektiert wurde.
Seine Zusammensetzung änderte sich durch die Abschaffung von Privilegien während der Revolution von 1848/49. Mit dem Wahlgesetz vom 5. April 1849 traten an die Stelle erblicher Privilegien des Adels sechzehn Vertreter der Höchstbesteuerten.